# Iks (planeta)
Iks je fiktivní planeta z románové série Duna Franka Herberta.   
Iks je desátá planeta ve hvězdném systému Alkalurops. Název planety původně pocházel z nesprávného výkladu římské číslice X, označující její místo v soustavě – římské číslice se ovšem v Impériu mnoho tisíciletí neužívají, takže je původ názvu jen málokomu znám. Původní jméno planety znělo Rodale.

## Přírodní podmínky
Na povrchu planety se nachází téměř nezasažená, drsná lesnatá příroda, protože většina obyvatelstva žije pod povrchem. Zde se nacházejí rozsáhlé továrny, které produkují nejlepší techniku v Impériu. Jedním z významných artiklů jsou maxitrajlery, gigantické koráby Kosmické gildy.

## Historie
V době Služebnického džihádu planeta patřila mezi Synchronizované světy pod nadvládou myslících strojů. V průběhu Džihádu zde vypuklo povstání a planeta byla osvobozena Ligou vznešených. Na původních strojových strukturách byl zřejmě v průběhu staletí postupně vybudován iksanský technický svět. Po celé období Impéria pak Iksané vyráběli strojovou techniku, která se často pohybovala až na samé hranici vymezené Velkou konvencí (zakazující vývoj myslících strojů). Iks patřil rodu Verniů, spřátelenému s rodem Atreidů. Hlavním konkurentem iksanských technologií byla planeta Riches, která se však nezaměřovala na vývoj nových technologií, ale spíše na masovou produkci požadovaných strojů.
Na konci vlády imperátora Elrooda IX. pověřil imperátorův syn Shaddam IV. genetické inženýry Tleilaxany vyrobením syntetické melanže, s jejíž pomocí by mohl ovládat Kosmickou gildu. Tleilaxané však nedisponovali patřičným technickým zázemím, proto s tajnou imperátorovou pomocí anektovali Iks a začali zde na projektu pracovat. Pod jejich nadvládou byl Iks přejmenován na Xuttuh. Ani za třicet let se jim však syntetickou melanž nepodařilo připravit a Iks byl osvobozen povstáním původních obyvatel s významnou atreidskou pomocí.
V době vlády imperátora Leta II. Atreida se Iksanům podařil významný úspěch, když vyvinuli stroj, posilující psychické schopnosti, který umožnil navigování kosmických lodí bez melanžového transu a prolomil tak monopol Kosmické gildy na meziplanetární přepravu – přestože iksanský přístroj nebyl příliš spolehlivý a jejich kosmické lodě se často ztrácely.
O další dvě tisíciletí později byla iksanská společnost infiltrována Tvarovými tanečníky, kteří v ní tajně obsadili vedoucí pozice. Kromě toho jejich technický vývoj ustrnul a společnost byla ovládnuta složitým byrokratickým aparátem.